# Landschaftsfotografie

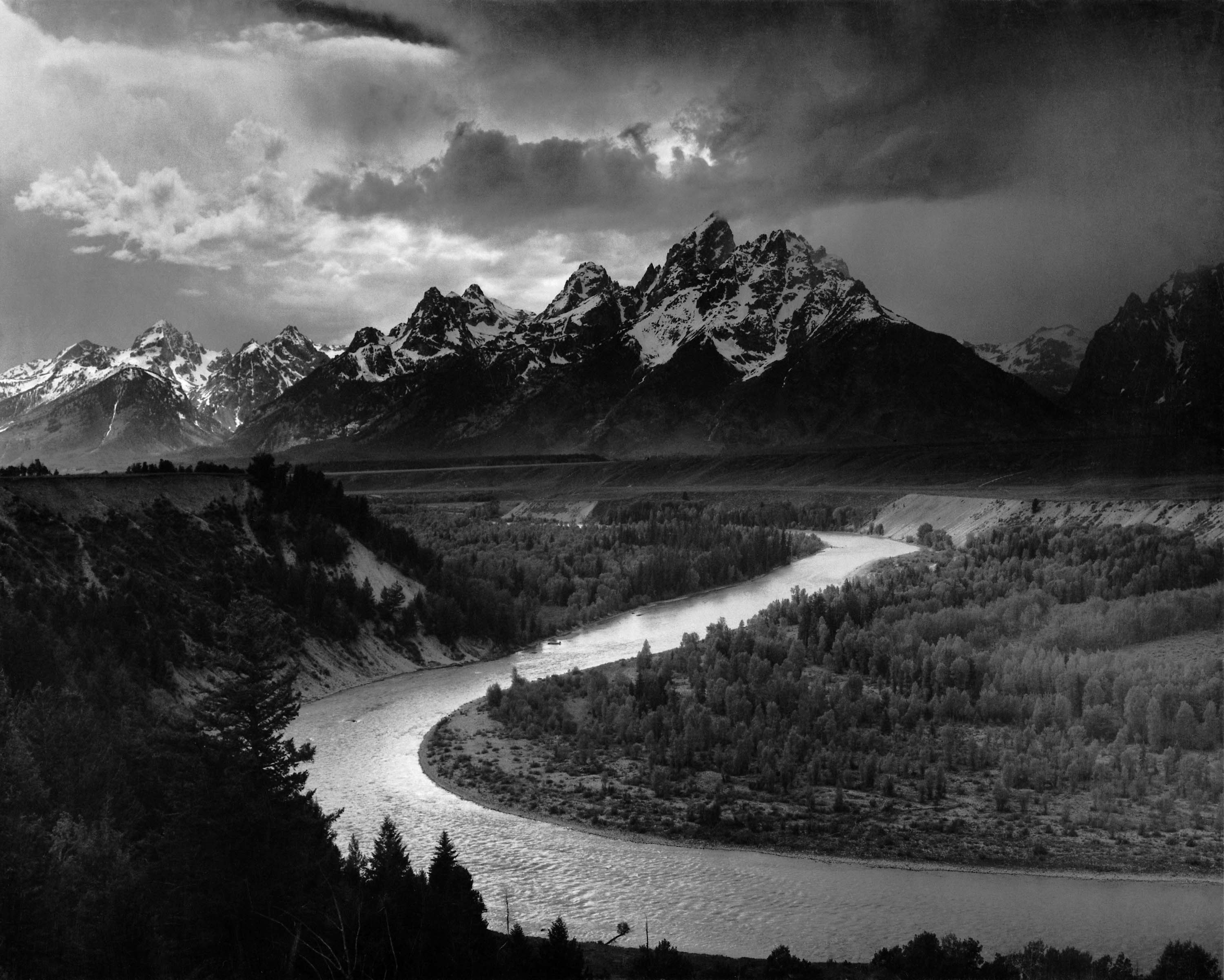
Ansel Adams: The Tetons and the Snake River

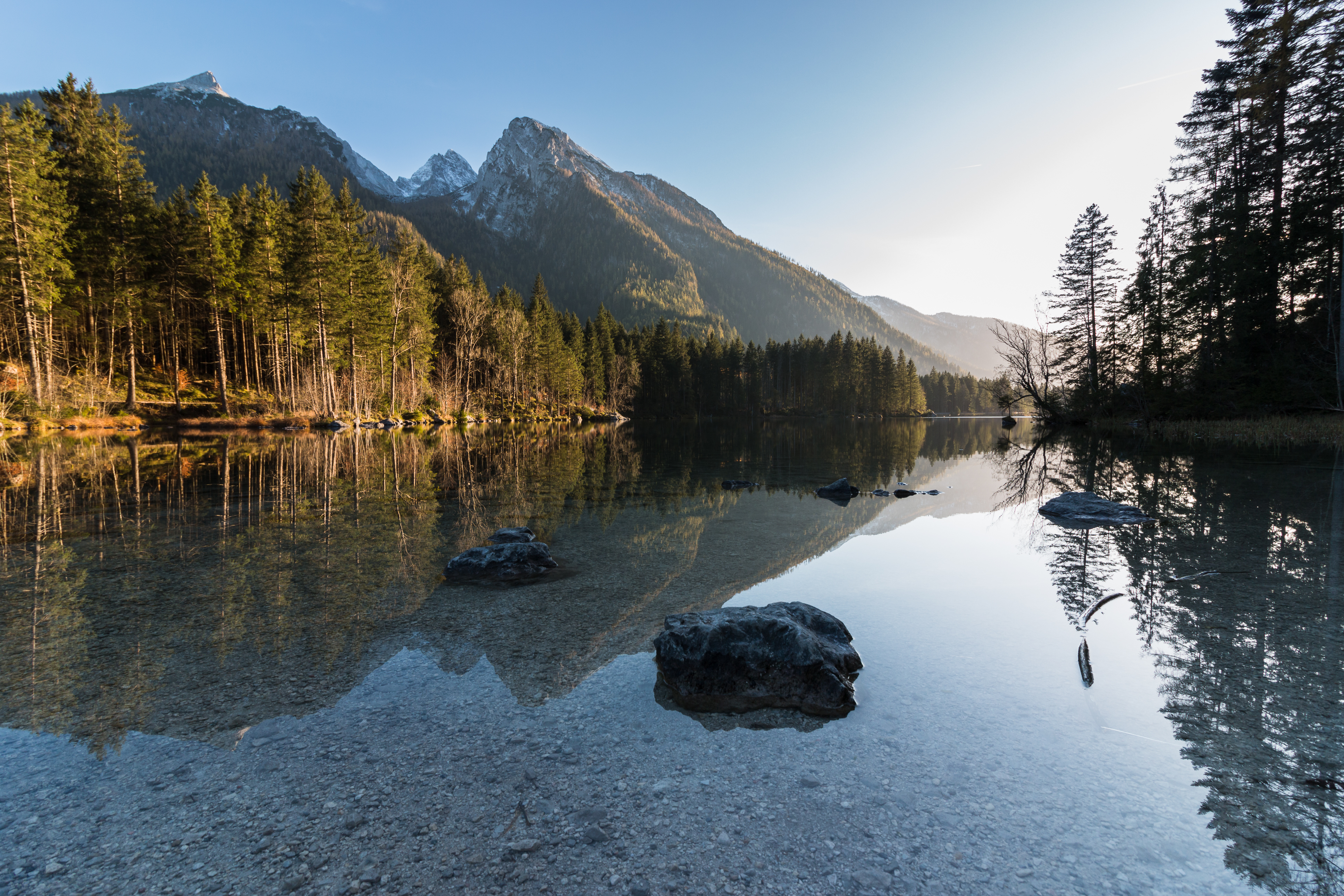
Nationalpark Berchtesgaden – Hintersee mit Blick auf den Hochkalter

Herbstidylle im südlichen Wipptal

Die Landschaftsfotografie setzt sich mit der Abbildung der belebten und unbelebten Umwelt des Menschen auseinander. Sie steht in einem engen Zusammenhang mit der Naturfotografie, der Umweltfotografie, der Reisefotografie, der Architekturfotografie, aber auch der Stilllebenfotografie, wenn sich die Betrachtungsräume beispielsweise den gestalteten Parks und Gärten annähern.

## Anliegen
Ihre Pioniere, im 19. Jahrhundert Hermann Krone, im 20. Jahrhundert Ansel Adams, suchten die vom Menschen nicht beeinträchtigte Natur zum Mittelpunkt ihrer Arbeit zu machen. Ihr Ziel war die möglichst „naturgetreue“ Abbildung, oft als Abbild einer unberührten, archaischen Natur.
Gute Landschaftsbilder vermitteln den Geist und die Atmosphäre eines Ortes, lassen den Betrachter tief in die Szenerie eintauchen, fast so als wäre er selbst vor Ort.
Zumeist wurden große Bildformate in Fachkameras genutzt. Seit dieser Phase hat sich die Landschaftsfotografie in viele Richtungen entwickelt. Einflussreich war das New Topographic Movement in den 1970er Jahren. Die menschliche Intervention in die Landschaft wurde als bestimmendes Element aufgegriffen. Beispielsweise zeigt Margherita Spiluttini großformatige Abbildungen der vom Menschen in die Umwelt gesetzten Steinbrüche und der vom Verkehr und der Wasserkraftnutzung überformten Alpen.
Fotograf Michael Light sagte zu dieser Entwicklung:

“I love idyllic places and the kind of suspension of history they offer. But noble beauty is not enough these days. One must complicate the picture, because there’s now nowhere to ‘escape’ to on the planet in pursuit of a hermetic pastoralism or a redemptive wilderness sublime. Earth is now a human park.”

„Ich liebe idyllische Orte und den Eindruck von Geschichtslosigkeit, den sie bieten. Aber edle Schönheit reicht heute nicht. Man muss das Bild komplizierter machen, denn man kann auf diesem Planeten nirgendwohin ‚entkommen‘ auf der Suche nach der selbst genügsamen Schäferidylle oder der erlösenden Wildnis. Die Erde ist heute ein menschgemachter Park.“

Über den menschlichen Eingriff oder die Dokumentation von aktuellen Ereignissen lässt sich auch ein Bezug zur Reportagefotografie herstellten. Vom Krieg geschundene Welten, aber auch Umweltkatastrophen bieten weiten Raum für die fotografische Arbeit.
Während sich Spiluttini und viele andere Vertreter der Landschaftsfotografie der „exakten“ Abbildung widmen, verfremden manche zeitgenössische Fotografen wie der Finne Miklos Gaál reale Szenen mit den extremen Unschärfen, die durch die Verstellungen von Fachkameras möglich sind, zu surrealen Szenen, die an die Makroaufnahmen von Modelleisenbahnen erinnern. Darin könnte ein Aufgreifen der Ideen des beginnenden 20. Jahrhunderts gesehen werden, mit denen sich die Fotografie vom Zwang der exakten Abbildung befreite. Heutzutage setzt sich die Landschaftsfotografie sowohl mit der belebten, als auch unbelebten menschlichen Umwelt auseinander. Während sie damals wie heute in einem hohen Maße von natürlich vorhandenem Licht lebt, kommt es für den Fotografen oft auf den richtigen Augenblick an.

## Technik
Abgesehen von bewussten gestalterischen Unschärfen versucht man in der Landschaftsfotografie, Aufnahmen mit großer Schärfentiefe und Detailzeichnung herzustellen. Landschaftsfotografen haben meist genug Zeit, um ein Stativ aufzubauen und damit die optimale Perspektive und Ausschnitt zu suchen. Für optimales Licht wird oft die Zeit um den Sonnenauf- und Untergang oder zumindest Lichtsituationen am Morgen oder Nachmittag genutzt, weil das Licht nicht so hart wie während der Mittagszeit scheint. Belichtungsreihen treten hier an die Stelle von Serienbildern. Zur Abbildung der Dimensionen einer Landschaft werden oft auch Panoramen aufgenommen. Ein Beispiel ist David Hockneys Grand Canyon. Wetter und Jahreszeit haben auch große Bedeutung für die Wirkung. Beispiele sind eine außergewöhnliche Licht- oder Wolkenstimmung, kurz vor oder nach einem Gewitter oder eine jahreszeittypische Wirkung.

### Bildschärfe
Zur Erzielung optimaler Bildschärfe bei Landschaftsaufnahmen gelten folgende Parameter:
- ISO-Wert möglichst nahe am nativen Basis-ISO Wert der Kamera, um Bildrauschen (bzw. Körnigkeit) zu minimieren.
- Am besten fotografiert man im RAW-Format, um verlustfreie Bilder für die Nachbearbeitung herzustellen.
- Auch gute Objektive sollten um mindestens zwei Stufen abgeblendet werden, höchstens aber „zwei Stufen vor kleinster Blende“. Oft sind das Blendenwerte um 8 bis 16. Durch das Abblenden nimmt neben der allgemeinen Abbildungsqualität auch die Schärfentiefe zu, was meistens erwünscht ist.
- Daraus resultiert eine Belichtungszeit, die nicht immer aus der Hand verwacklungsfrei gehalten werden kann. Ein gutes Stativ, mindestens jedoch eine geeignete Auflage (z. B. Beanbag) ist daher bei schlechteren Lichtverhältnissen das wichtigste Utensil des Landschaftsfotografen.
- Typischerweise sollten Features wie IBIS etc. deaktiviert werden, da diese häufig einen leicht negativen Einfluss auf die Bildqualität haben.
- Eine Über- oder Unterbelichtung des Bildes, nur um nahe am nativen ISO-Wert zu bleiben sollte vermieden werden. Technisch gesehen sind (die meisten) digitale Sensoren ISO-Los bzw. ISO-Invariant, das Bild wird also meist lediglich durch die Firmware der Kamera aufgehellt oder abgedunkelt.[2][3]
- Drahtauslöser (oder elektrischer Fernauslöser) bzw. Selbstauslöser und Spiegelvorauslösung reduzieren die Verwacklungen und sollten bei Aufnahmen vom Stativ immer verwendet werden, wenn es das Motiv erlaubt.
- Der Autofokus stört bei Landschaftsaufnahmen oft, vor allem wenn bei wenig Licht fotografiert werden soll (Dämmerung, Sonnenauf- und -untergänge). Zur genauen Berechnung der Schärfentiefe hilft die hyperfokale Distanz. Als Faustregel gilt auch: Der Schärfepunkt sollte bei etwa einem Drittel der Motivausdehnung gesetzt werden, um eine maximale Schärfentiefe zu erzielen.

### Filter
Folgende Filter finden in der Landschaftsfotografie häufig Anwendung:
- Polarisationsfilter können blauen Himmel kräftiger erscheinen lassen und Spiegelungen auf Wasseroberflächen reduzieren. Ihre das Himmelsblau kräftiger erscheinende Wirkung entfalten die Filter nur bei Seitenlicht.
- Grauverlauffilter dunkeln einen hellen Himmel ab und reduzieren so den Kontrastumfang des Bildes. In der digitalen Fotografie kann die Erstellung eines High Dynamic Range Image aus einer Belichtungsreihe, oft mit einer speziell darauf ausgelegten Software, mitunter eine Alternative darstellen. Statt Grauverlauffiltern können auch Farbverlauffilter Anwendung finden, mit Einzug der digitalen Bildbearbeitung werden diese allerdings verdrängt und durch nachträglich digital erzeugte Verläufe ersetzt. Dieser Trend wird (in der digitalen Fotografie) zusätzlich durch den immer höheren Dynamikumfang der Sensoren verstärkt.
- Neutralgraufilter verlängern die Belichtungszeit, sodass Bewegungsunschärfe, insbesondere von fließendem Wasser, bildwirksam wird.
- Farbfilter (rot, grün, gelb, orange) werden nur in der analogen Schwarzweißfotografie verwendet und können den Landschaftseindruck verstärken. Ein Gelbfilter arbeitet beispielsweise die Wolken vor blauem Himmel besser heraus, und ein Grünfilter differenziert das Blattgrün bei Waldaufnahmen. Farbfilter können in der digitalen Fotografie bei Konvertierung eines Farbbildes in ein Schwarzweißbild weitestgehend durch digitale Bildbearbeitung ersetzt werden.
- UV-Filter blockieren UV-Strahlung und sollen damit zu kontrastreicheren Bildern führen. Bei modernen vergüteten Objektiven sind Filter nicht mehr notwendig, weil die Objektive konstruktionsbedingt bereits ausreichend UV-Licht filtern.

Selten, bis gar nicht kommen hingegen Effektfilter, wie Sternenfilter, Black-Mist, oder Prismen zum Einsatz, da deren Einfluss auf die Bildwiedergabe bzw. Qualität von den meisten Landschaftsfotografen als negativ bewertet wird. 
Zunehmend finden allerdings in der Post-Production KI-Basierte "Filter" Einzug, beispielsweise um den Himmel nachträglich auszutauschen, oder die Lichtstimmung der Aufnahme grundlegend zu verändern. Bei Puristen der Landschaftsfotografie sind diese Techniken allerdings höchst umstritten.

## Geschichte
Die Landschaftsfotografie ist die Fortsetzung der Landschaftsmalerei mit anderen technischen Hilfsmitteln. Seit ihrem Anbeginn setzt sich die Landschaftsfotografie mit dem Abbild der Natur und der menschlichen Umwelt auseinander. Zusammen mit der klassischen Portraitfotografie zählt sie zu einem der ersten und wesentlichen Genres der professionellen Fotografie. Die Landschaftsfotografie spielte auch eine besondere Rolle im Zusammenhang mit dem Expeditionswesen des 19. und 20. Jahrhunderts bis in die heutige Zeit, wenn es darum geht, weitgehend unbekannte oder abgelegene Landschaftsmotive festzuhalten.
Hermann Krone gilt als einer der Pioniere. Bereits in den 1850er Jahren fotografierte er in der Sächsischen und Böhmischen Schweiz Landschaften. Zusammen mit seinem Sohn Johannes Krone nahm er im Jahr 1874 als Fotograf an einer deutschen Expedition auf die Aucklandinseln teil, die der Beobachtung des Venustransits vom 9. Dezember 1874 diente. Über diese Expedition verfasste er einen unter dem Titel Vater und Sohn auf Weltreise erschienenen Bericht.
Ein US-amerikanischer Pionier der Landschaftsfotografie war der Expeditionsfotograf Timothy H. O’Sullivan, der bereits 1873 erste Ikonen des Genres im Canyon de Chelly fotografiert hatte. Weitere Arbeiten waren Aufnahmen in den Rocky Montains und dem amerikanischen Westen im Auftrag des US-Kriegsministeriums und von Eisenbahngesellschaften, sowie Expeditionen z. B. nach Panama.
Im Frühjahr 1941 erhielt Ansel Adams ein Schreiben des damaligen US-Innenministers Harold L. Ickes mit der Bitte, die Nationalparks in den Vereinigten Staaten zu fotografieren. Er reiste dazu in den Carlsbad-Caverns-Nationalpark, um mit den Fotografien für das US-Innenministerium zu beginnen. Während der Reise entstanden Aufnahmen von den Felssiedlungen der Anasazi im Mesa-Verde-Nationalpark oder von den Adobe-Pueblos der Acoma, außerdem empfand Adams auf seine Weise die historischen Fotografien von Timothy H. O’Sullivan nach, die dieser bereits 1873 im Canyon de Chelly angefertigt hatte. Im Sommer 1942 setzte der Fotograf seine ausgedehnte Fotoexkursion für die Regierung durch diverse Nationalparks fort: Er fotografierte die Geysire des Yellowstone-Nationalparks und machte unter anderem Station im Rocky-Mountain-Nationalpark im Glacier-Nationalpark und schließlich im Mount McKinley National Park (heute Denali-Nationalpark). Kriegsbedingt wurde das Projekt des Ministeriums allerdings eingestellt. Diese Aufnahmen wurden in späteren Ausstellungen zu Ikonen der Umweltfotografie, weil sie den US-Amerikanern in den Städten zeigten, wie die Nationalparks im menschenleeren Westen der USA aussahen.
Die National Geographic Society stellte im 20. Jahrhundert die Landschaftsfotografie in den Mittelpunkt ihrer verlegerischen Arbeit, getreu dem Motto: „… die geographischen Kenntnisse zu mehren und zu verbreiten“.

## Bekannte Landschaftsfotografen
- Ansel Adams
- Robert Adams
- Nick Brandt
- Peter Braunholz
- Edward Burtynsky
- Andreas Gursky
- Michael Kenna
- Hermann Krone
- Frans Lanting
- Timothy H. O’Sullivan
- Klaus Paysan
- Fritz Pölking
- Sebastião Salgado
- Marcus Schwier
- Art Wolfe
- Sebastian Kaps
- Benjamin Jaworskyj